# Shannonomyia (Shannonomyia) pomerantzi
Shannonomyia (Shannonomyia) pomerantzi is een tweevleugelige uit de familie steltmuggen (Limoniidae). De soort komt voor in het Neotropisch gebied.